# Patscherkofelbahn
Die Patscherkofelbahn ist eine Seilbahn vom Innsbrucker Stadtteil Igls auf den Patscherkofel. Sie wurde 1928 als Pendelbahn erbaut und 2017 durch eine Einseilumlaufbahn mit leicht veränderter Streckenführung ersetzt.

## Pendelbahn (1928–2017)

### Geschichte
Schon 1905 plante Josef Riehl den Bau einer von der Endstelle der Innsbrucker Mittelgebirgsbahn in Igls zu dem 1887 errichteten „Kaiser-Franz-Joseph-Schutzhaus “ (heute: Patscherkofelhaus) führenden Zahnradbahn (erster Abschnitt) und Luftseilbahn (zweiter Abschnitt).
Im Jahr 1912 gab es konkrete Planungen zur Errichtung einer Bahn in zwei Sektionen (Igls–Heiligwasser–Schutzhaus), wobei die erste Sektion „falls sich keine unvorhergesehenen größeren Schwierigkeiten mehr ergeben“ als Standseilbahn nach Vorbild der Hungerburgbahn ausgeführt werden sollte.
Im Juli 1912 wurde von den Plänen einer reinen Schwebebahn mit jeweils einem Wagen für 25 Personen je Sektion berichtet. Die Finanzierung der Baukosten von 1,2 Mio. Kronen sei gesichert. Die Vorkonzession wurde erlangt und die Ausführung wurde an die Gesellschaft für Förderanlagen Ernst Heckel übertragen. Der Bau sollte im Herbst 1912 beginnen und die Bahn sollte am 1. Mai 1913 dem Verkehr übergeben werden. Dieses Projekt wurde dennoch nicht realisiert.

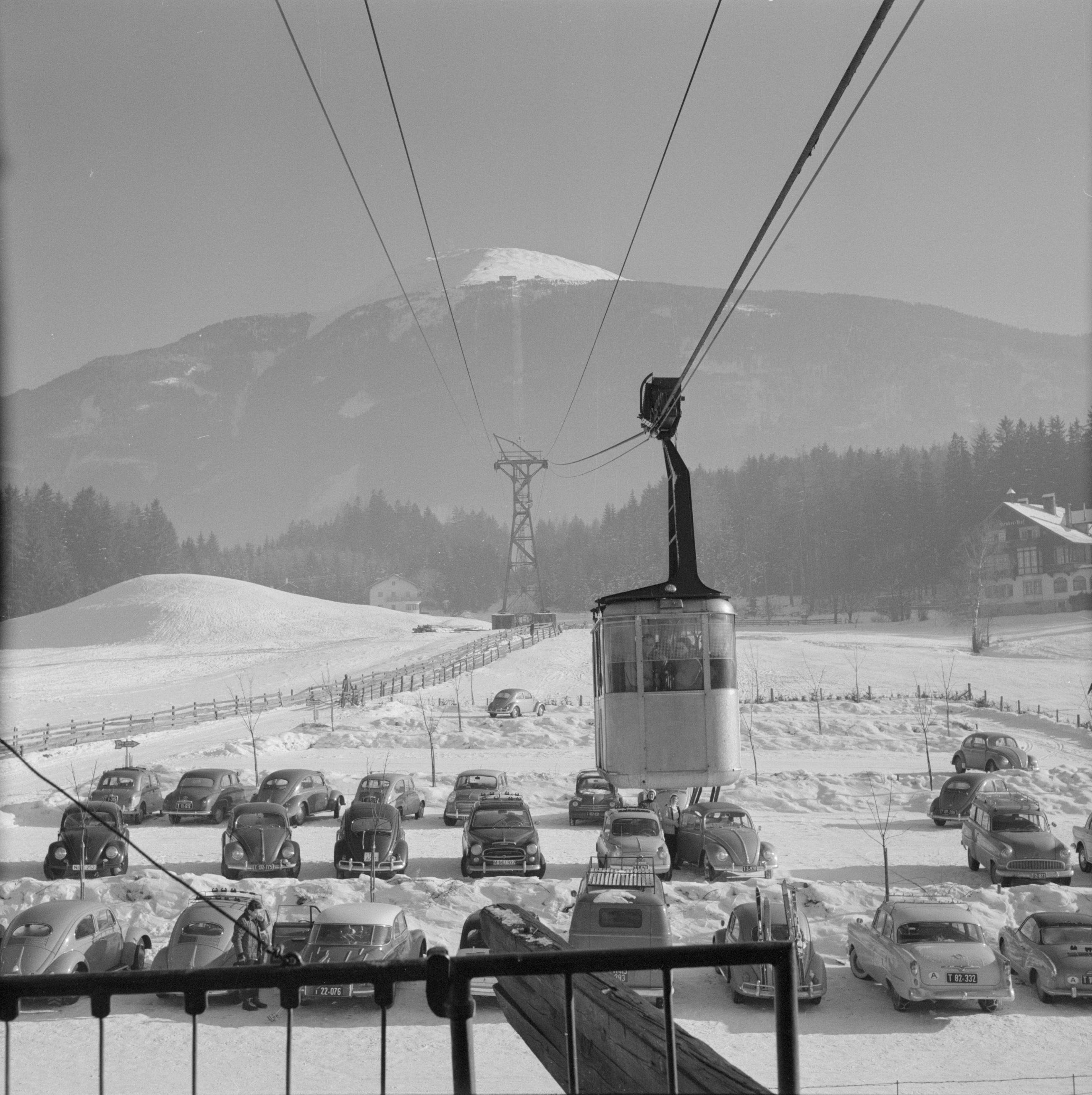
Eine Gondel vor der Talstation, 1960

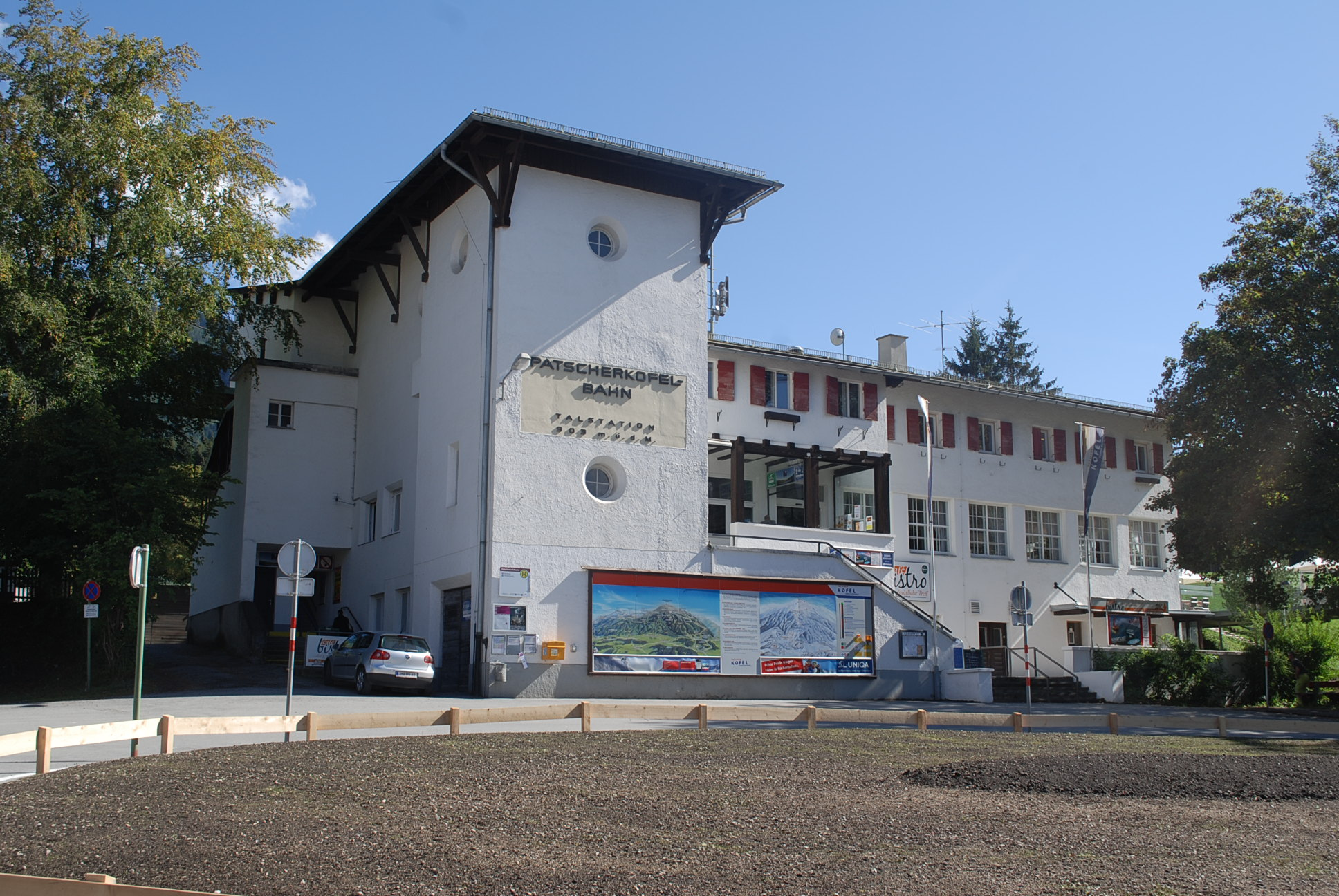
Talstation der Patscherkofelbahn (2011)

Die Patscherkofelbahn wurde am 21. Jänner 1928 konzessioniert und von Adolf Bleichert & Co. erbaut. Der erste Betriebstag der Pendelseilbahn war der 14. April 1928, die offizielle Eröffnung erfolgte am 6. Mai 1928.
Die Bahn bestand aus zwei Sektionen (Igls–Heiligwasser–Schutzhaus), wobei in der Mittelstation Heiligwasser umgestiegen werden musste. Die Fahrzeit betrug etwa 25 Minuten. Auf jeder Sektion verkehrte eine holzverkleidete Kabine für 24 Personen. Die maximale Steigung betrug 54 % und wurde in der zweiten Sektion erreicht. Zur Zeit der Eröffnung war die Patscherkofelbahn die längste Drahtseilbahn Österreichs; das Tragseil wies eine Länge von 3800 Metern, einen Durchmesser von 49 Millimetern und eine Masse von 50 Tonnen auf. Das Seil lag auf elf Stützen mit Höhen 15 bis 36 Metern auf und war in der Bergstation verankert. Das Zugseil der Bahn hatte einen Durchmesser von 28 Millimetern, eine Masse von elf Tonnen und wurde von einem 60-PS-Motor (Climax-Rohölmotor, geliefert vom Innsbrucker Kaufmann Oskar Wunsch) auf der Bergstation angetrieben. Die Stromversorgung erfolgte über das Kraftwerk am Vomper Bach.
Im Jahr 1946 wurden die Kabinen durch Leichtmetall-Kabinen ersetzt. Für die Olympischen Winterspiele 1964 wurde die Förderleistung der Bahn im Jahr 1962 von 120 auf 450 Personen pro Stunde erhöht. Erreicht wurde dies durch den Einsatz von zwei Kabinen je Sektion mit einem Fassungsvermögen von 50 Personen sowie eine Steigerung der Fahrgeschwindigkeit von drei auf sieben Meter pro Sekunde. Die Fahrzeit von der Tal- auf die Bergstation betrug ziemlich genau 25 Minuten mit Umstieg.

#### Unglück 1964
Am 28. Dezember 1964 kam es aufgrund fehlerhafter Bremsen und eines nicht an seinem Arbeitsplatz befindlichen Maschinisten zu einer zu schnellen Einfahrt der Gondeln in die Endstationen. Die Gondeln prallten hart an. In weiterer Folge kam es zu einem Riss des Zugseils und die Gondel der Bergstation fuhr talwärts, bis sie durch den abgerissenen Teil des Zugseiles, der sich verhakt hatte, ruckartig zum Stillstand kam. Dabei wurden fünf Personen schwer, 16 leicht verletzt.
Die Bergstation der Patscherkofelbahn beinhaltete im östlichen Teil einen Hoteltrakt bzw. ein Restaurant. Der Verwaltungsgerichtshof in Wien hat Oktober 2005 den Patscherkofelbahnen in Innsbruck-Igls Grünes Licht für den Abriss des baufälligen Hotels bei der Bergstation gegeben. Der Denkmalschutz wurde aufgehoben. Der zu diesem Zeitpunkt schon verstorbene Patscher Bürgermeister Josef Rinner hatte dagegen Beschwerde eingelegt. Anfang September 2007 haben die Abrissarbeiten begonnen. Noch 2007 begann der Neubau eines Panoramarestaurants bei der Bergstation, das nun 2017 komplett abgerissen wurde.
Im Frühjahr 2012 wurden die beiden Gondeln von Auto Brückl saniert.
Baumängel am Panoramarestaurant werden im Februar 2015 auf Bewegung im Hang zurückgeführt, die durch „unfachmännisches Zuschütten“ nach dem Abriss des Berghotels ausgelöst wurde. Auch die Bergstation wies Schäden am Fundament auf.
Der 22. Oktober 2017 war der letzte Betriebstag der alten Patscherkofelbahn.

### Betreiber
Von Dezember 1996 bis Oktober 2014 wurde die Bahn von einer Firma des ÖSV-Präsidenten Peter Schröcksnadel privat betrieben; in dieser Umbruchphase fand auch eine technische Modifikation statt, welcher im Jahr 2002 Umbau und Neulackierung der Kabinenwagen folgte. Seit Oktober 2014 wird sie von der Patscherkofelbahnen GmbH (100 % Stadt Innsbruck) betrieben. Die Bahn wurde im Jahr 2014 um 10,7 Mio. Euro von Schröcksnadel zurück an die Gemeinde verkauft.

### Querung einer Hochspannungs-Freileitung

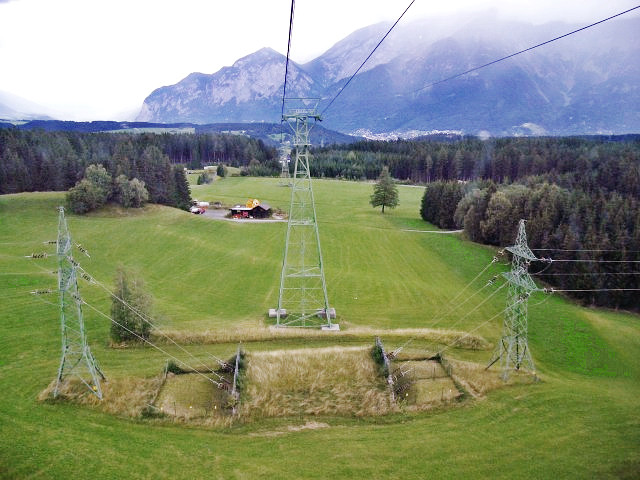
Kreuzung Patscherkofelbahn mit Bahnstromleitung

Eine Besonderheit der Patscherkofelbahn ist die Überquerung einer Hochspannungs-Freileitung, einer 110-kV-Bahnstromleitung der ÖBB. Unweit und bergseitig einer hohen Seilbahnstütze werden dazu die von niedrigeren Hochspannungsmasten herführenden vier Leiterseile und ein Erdungsseil etwas flacher als im Winkel von 45° mit Kettenisolatoren zu auf einer Linie liegenden Punkten in Bodennähe verspannt. Die Durchführung der fünf Leiter erfolgt durch luftgefüllte Röhren, die horizontal quer unter einer funktionierenden fast je 20 m Länge und Breite messenden Grünbrücke, und dabei etwas höher als das umgebende Terrain plus zu erwartender Schneelage verlaufen. Wo die Leiter dem Boden oder der Oberseite der Brücke relativ nahe kommen, bewahren hohe Zäune mit Warntafeln in mehreren Metern Abstand von spannungsführenden Teilen Menschen, Tier und Mähtraktor vor gefährlicher Annäherung von den rundum liegenden Wiesen aus.

### Denkmalschutz
Die Talstation in Igls im Bereich der Bilgeristraße/Badhausstraße steht unter Denkmalschutz. Die Bergstation in Patsch – knapp 300 m unter dem Gipfel des Patscherkofels gelegen – stand bis 2018 unter Denkmalschutz.

## Einseilumlaufbahn (seit 2017)

### Geschichte
Im Oktober 2015 wurde nach Evaluierung diverser Szenarien ein Neubau der Bahn beschlossen. Im März 2016 wurde das Sieger-„ganzheitliche Projekt am Berg“ des Architektenwettbewerbs bekannt gegeben. Nach einer Ausschreibung erhielt die Firma Doppelmayr im April 2016 den Zuschlag für den Neubau mit Inbetriebnahme zur Wintersaison 2017/18.
Im Juli 2016 hat die Stadt Innsbruck vom Land Tirol die naturschutzrechtliche Bewilligung für Abbruch und Neubau erhalten. Das seilbahntechnische Verfahren wurde im selben Monat beim Bundesministerium für Verkehr eingeleitet und im Feber 2017 positiv abgeschlossen.
Im Februar 2017 wurden Kostensteigerungen für das Gesamtprojekt (samt Hochbauten bis hin zur Beschneiungsanlage) von 42 auf 52–55 Mio. Euro publik. Auf die Seilbahn selbst entfallen davon nur etwas über 12 Mio. Euro.
Der Spatenstich zum Bau der neuen Bahn erfolgte am 26. April 2017. Die Inbetriebnahme der neuen Bahn sollte am 15. Dezember 2017 erfolgen
und wurde auf den 22. Dezember 2017 verschoben.
Am 22. Dezember fand eine feierliche Eröffnung statt; der normale Schibetrieb läuft seit 23. Dezember 2017.
In den ersten Betriebswochen war die Bahn mehrfach wegen hohen Windgeschwindigkeiten (Föhnsturm; Fahrbetrieb möglich bis 75 km/h), Entgleisung einer Gondel, sowie Wassereintritt nach starken Regenfällen, außer Betrieb.
Die Mittelstation wurde als technische Zentrale gebaut, in der auch die Gondeln garagiert werden.

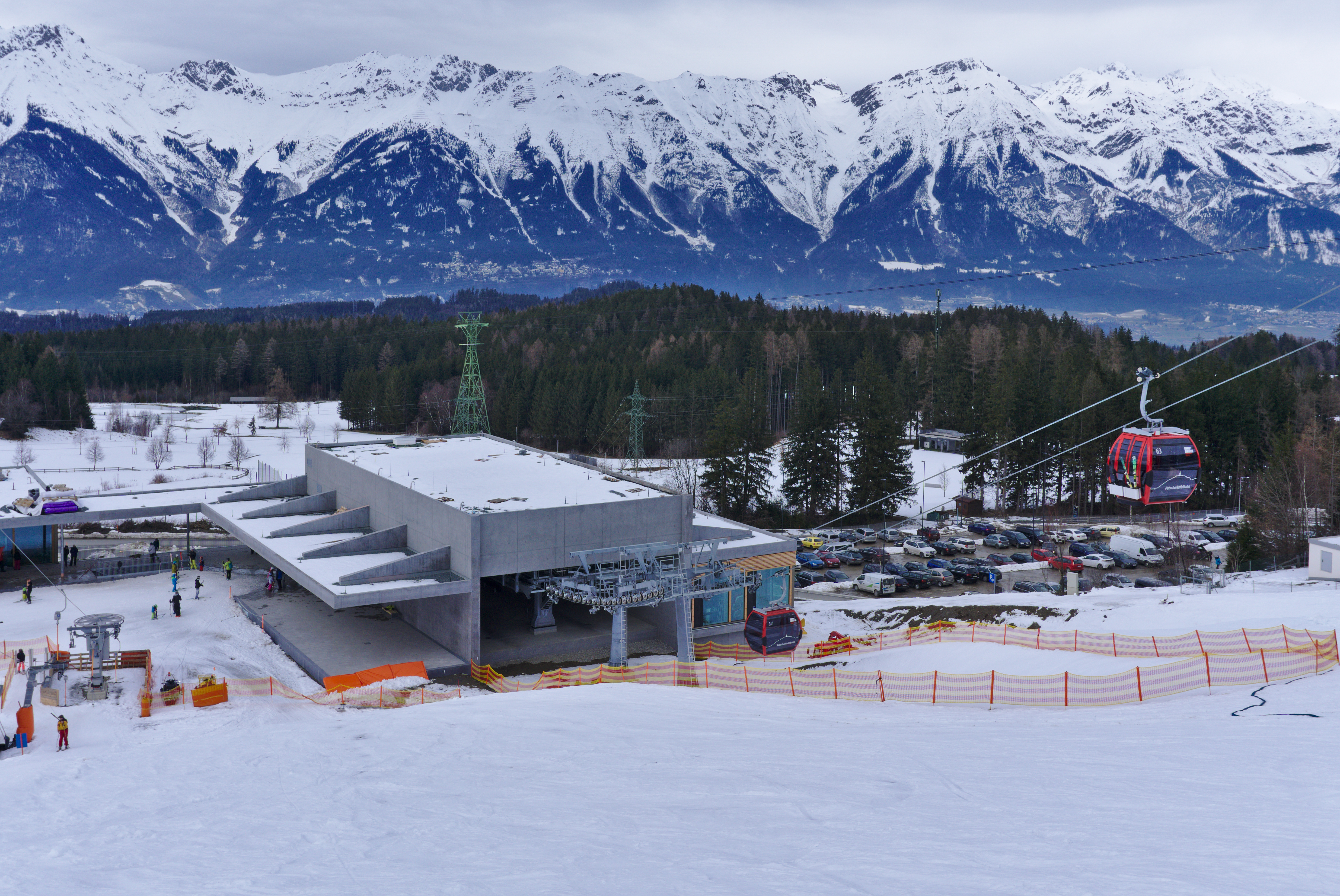
Talstation
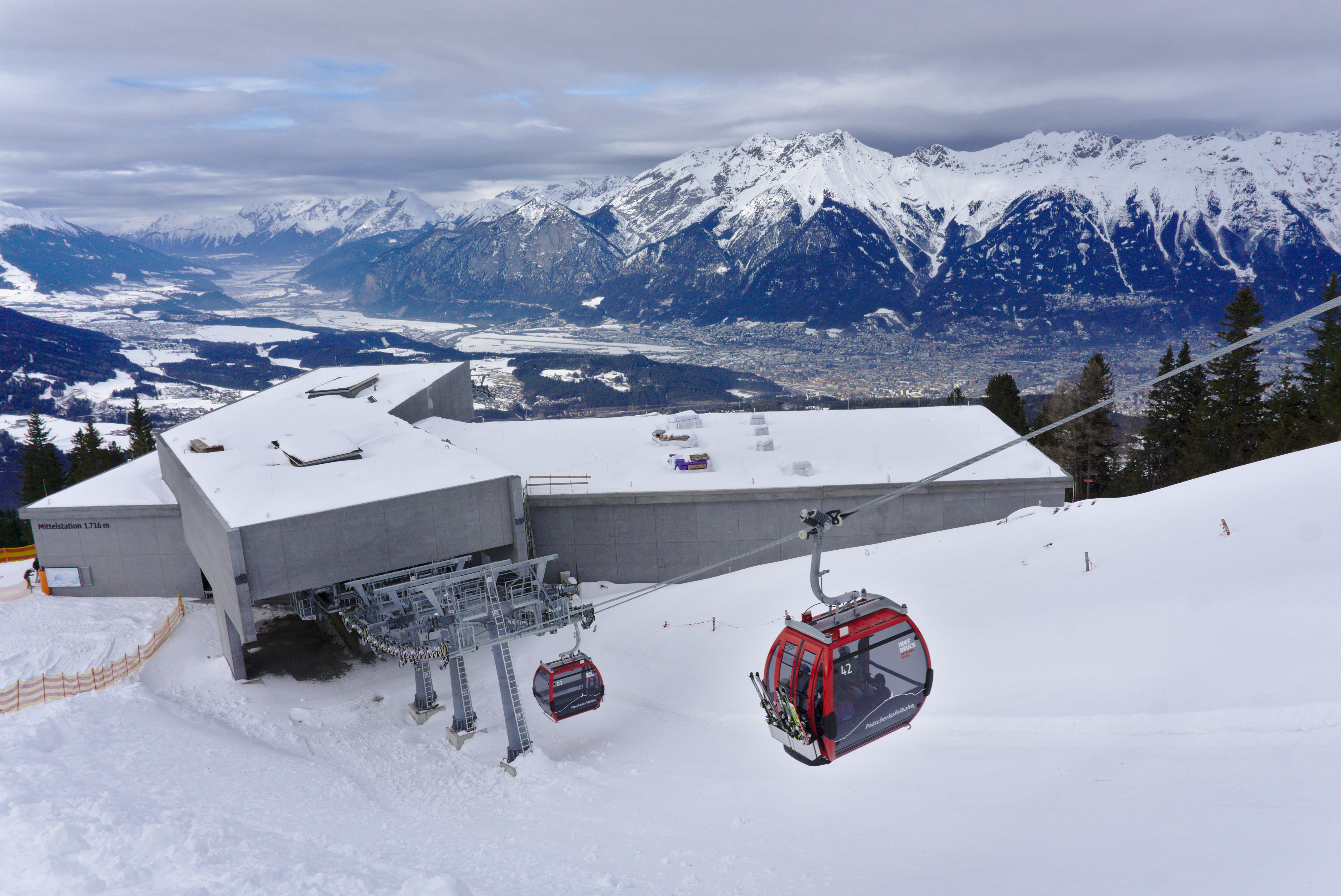
Mittelstation
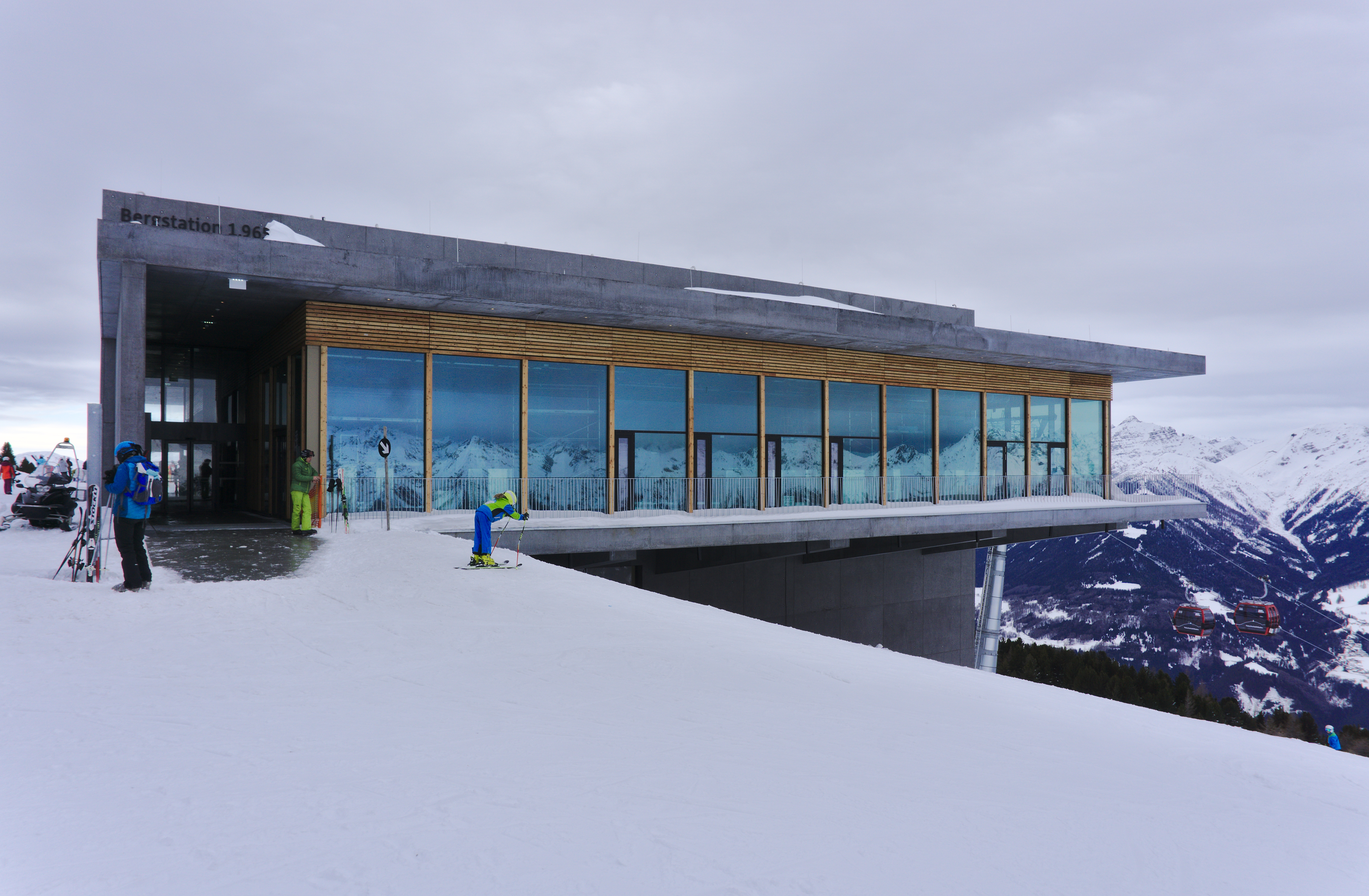
Bergstation
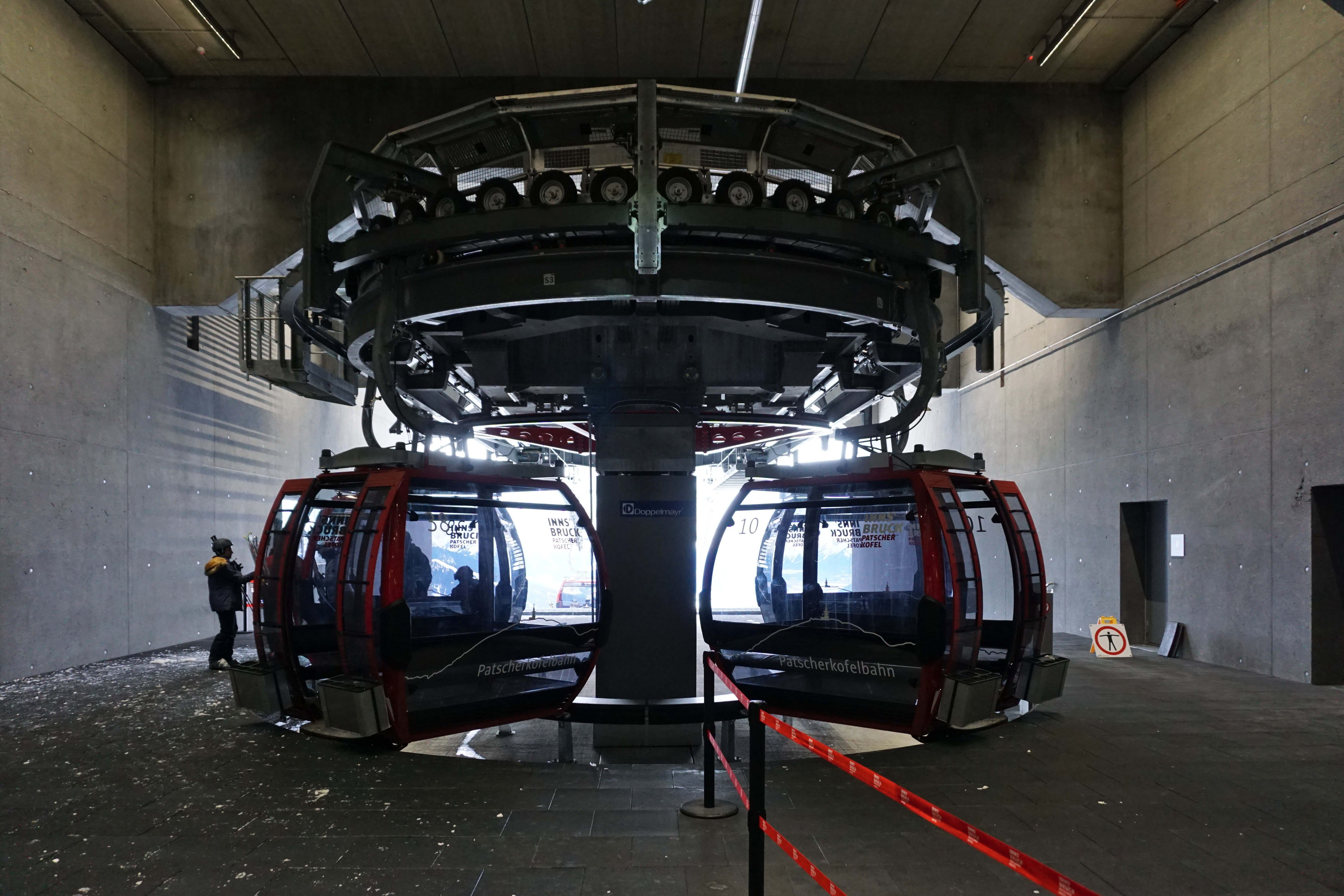
Bergstation (Innenansicht)

### Kritik seitens Alpenverein und Bürgerinitiative zur Verlegung der Bergstation

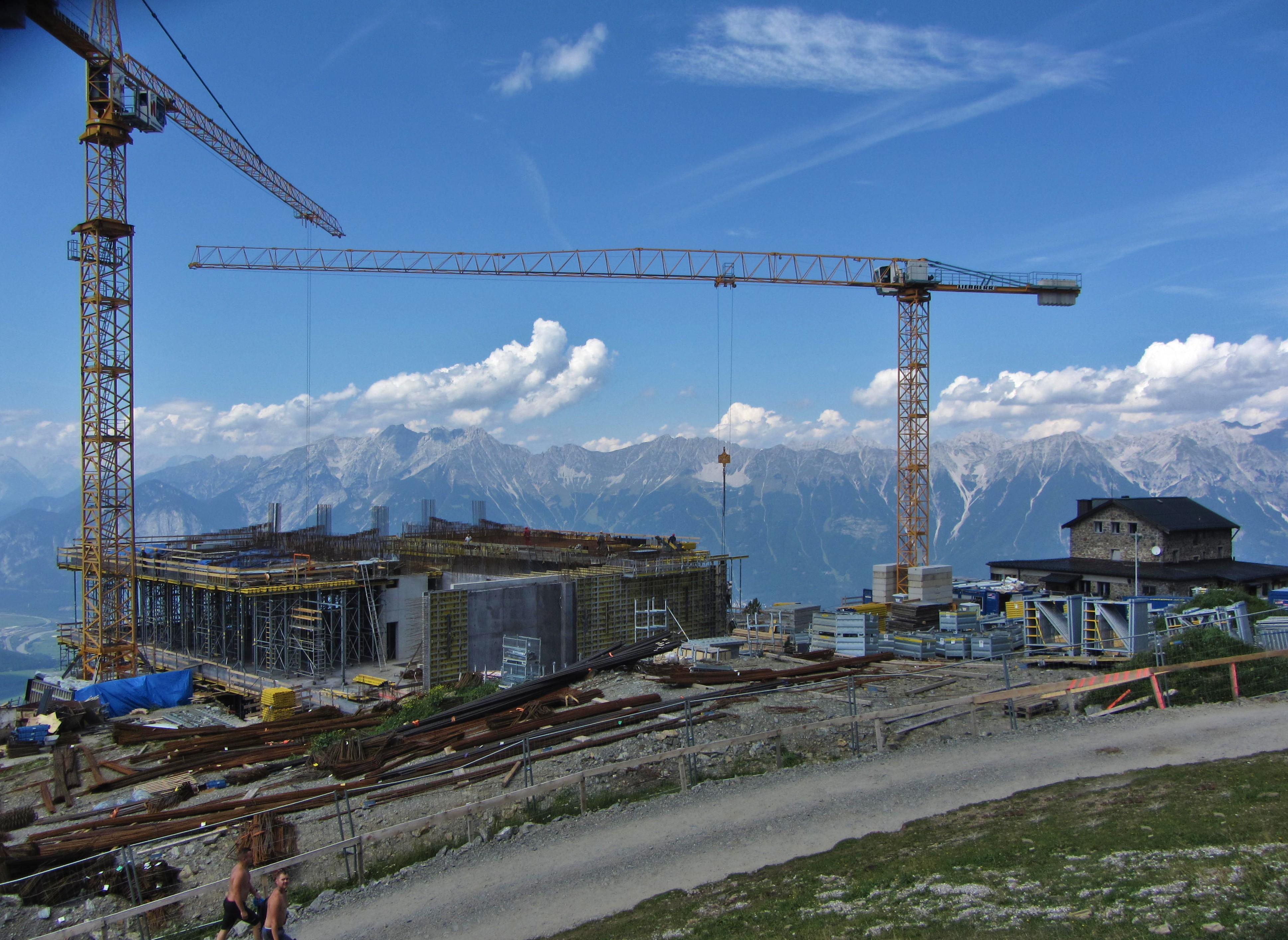
Neubau der Bergstation vor der Alpenvereinshütte (August 2017)

Der Österreichische Alpenverein forderte eine Projektänderung, um das Patscherkofelhaus sichtmäßig nicht zu verdecken, weiterhin beanstandete er, dass eine Großgaststätte an der Bergstation die Existenz der Gastwirtschaft des Schutzhauses gefährde. Am 19. März 2017 wurde in Innsbruck gegen das Projekt demonstriert; kritisiert wurde der Neubau anstatt einer Modernisierung, die Kosten des Projekts und der Standort der neuen Bergstation unmittelbar neben dem Schutzhaus, die einen Teil des von der Terrasse des Schutzhauses sichtbaren Panoramas der Stubaier Alpen, unter anderem den Blick aufs Zuckerhütl, verdecke. Innsbrucker Skivereine begrüßen den Bau, da er Trainingsmöglichkeiten verbessern würde. Weiterhin wertet der Alpenverein die im Herbst 2016 für die neue Trasse vorgenommenen Rodungen als widerrechtlich. Für diese habe zu dieser Zeit keine Genehmigung vorgelegen. Sie seien vorgenommen worden, um unumkehrbare Tatsachen zu schaffen.
Während der Neubau der Bahn und der Bergstation schon im Gang war, forderte der Alpenverein als Bürgerinitiative die Verlegung der Bergstation um 70 Meter. Der Aufruf wurde bis April 2017 fristgerecht von 2.309 Innsbruckern unterzeichnet. Der Gemeinderat legte dann für diese erste Volksabstimmung nach dem Stadtrecht Innsbrucks den Sonntag, 11. Juni 2017 als den Tag der Abstimmung fest. Die Kosten für die Abstimmung wurden auf 180.000 Euro beziffert. Um dafür ausreichend Menschen als Wahlbeisitzer in den 153 Wahllokalen zu gewinnen, wurde die Anhebung der Vergütung von 44 auf 60 bis 70 Euro im Gemeinderat erwogen. An der Abstimmung nahmen 5.605 Personen teil; 4.456 (4,3 % der Wahlberechtigten) stimmten für die Bürgerinitiative. Mehr als die Hälfte der Wahlberechtigten (>50 %) wäre für eine verpflichtende Behandlung im Gemeinderat erforderlich gewesen.
Am 23. Juni 2017 kam es zu einer Kooperationsvereinbarung von Stadt Innsbruck, Patscherkofelbahn Infrastruktur GmbH und Alpenverein. Die Terrasse beim Schutzhaus und der Vorplatz sollen gemeinsam neu gestaltet werden, dem ÖAV wird das Recht auf alleinige Gastronomie für das Schutzhaus abgegolten. Insgesamt zahlte die Stadt 350.000 Euro an den Alpenverein. Durch den Neubau wird zwar der Terrasse des Schutzhauses ein Teil der Aussicht nach Südwesten genommen, doch eine Terrassenerweiterung schafft einen Blick auf die nordwestliche Bergwelt.

## Schigebiet
Im Jahr 1969 ersetzte der Schlepplift Ochsenalm einen vorher dort bestehenden Sessellift.
Im Jahr 1973 wurde der Übungslift errichtet. Von 1961 bis zur Stilllegung im Jahr 2011 bestand mit dem Gipfellift die Möglichkeit, den Gipfel des Patscherkofels per Aufstiegshilfe zu erreichen. Von 2002 bis 2017 beförderte der kuppelbare Vierer-Sessellift Olympiaexpress (Olex) Wintersportler von Igls im Bereich der „neuen“ Talstation bis auf etwa 1740 m ü. A. im Bereich der „neuen“ Mittelstation. Von dort konnte von 2005 bis 2017 mit der fix geklemmten Panoramabahn bis zum Bereich des Patscherkofelhauses gefahren werden. In den Jahren 2006 und 2007 wurden die Schlepplifte Kasererlift bzw. Heiligwasser gebaut.
Zur Inbetriebnahme der Einseilumlaufbahn im Dezember 2017 wurden alle Lifte mit Ausnahme der beiden Übungslifte, Heiligwasserlift sowie dem Kinderlift und Zauberteppich stillgelegt/abgerissen.
Im Zuge des Neubaus der Patscherkofelbahn wurde an der Talstation das Restaurant "Das Hausberg" und in der Bergstation das Restaurant "Das Kofel" errichtet.